# زاو يانغ
زاو يانغ (بالصينية: 徐阳) (6 يونيو 1974 بشنيانغ في الصين - ) هو لاعب كرة قدم صيني في مركز الوسط. شارك مع منتخب الصين لكرة القدم. أما مع النوادي، فقد لعب مع شاندونغ لونينغ ونادي بكين سينوبو غوان ونادي شنجن وBayi Football Team ‏.

## وصلات خارجية
- زاو يانغ على موقع قاعدة بيانات كرة القدم.إي يو (الإنجليزية)
- زاو يانغ على موقع ناشيونال فوتبول تيمز (الإنجليزية)